# Ricardo Altamirano
Ricardo Daniel Altamirano (ur. 12 grudnia 1965 w Laguna Paiva) – argentyński piłkarz, grający na pozycji obrońcy.

## Kariera klubowa
Ricardo Altamirano rozpoczął karierę w 1985 roku w pierwszoligowym Uniónie Santa Fe, którego jest wychowankiem. Z Uniónem Altamiro krążył pomiędzy pierwszą a drugą ligą, by jesienią 1988 przejść do CA Independiente. Już w pierwszym swoim sezonie w Independiente wywalczył z nim mistrzostwo Argentyny. W Independiente Altamirano występował do 1992 i rozegrał w nim 102 spotkania ligowe. Kolejnym jego klubem było Club Atlético River Plate, gdzie grał przez pięć lat.
Z River Plate czterokrotnie zdobył mistrzostwo Argentyny: Apertura 1993, Apertura 1994, Apertura 1997, Clausura 1997, Copa Libertadores 1996 oraz Supercopa Sudamericana 1997. W River Plate Altamirano rozegrał 123 mecze, w których strzelił 4 bramki. Karierę Altamirano zakończył w macierzystym Uniónie w 1998 roku. Ogółem w latach 1985-1997 w lidze argentyńskiej rozegrał 319 spotkań, w których strzelił 5 bramek.

## Kariera reprezentacyjna
W latach 1991–1995 Altamirano grał dla reprezentacji Argentyny. W 1991 roku wystąpił w turnieju Copa América, który Argentyna wygrała. Na turnieju w Chile Altamirano wystąpił w trzech meczach z Peru, Chile i Kolumbią. W 1992 roku wystąpił w pierwszej edycji Pucharu Konfederacji, który zakończył się tryumfem Argentyny. Na turnieju w Rijadzie wystąpił w obu meczach z Wybrzeżem Kości Słoniowej (bramka) oraz Arabią Saudyjską.
Rok później uczestniczył w Copa América 1993, który Argentyna wygrała. Na turnieju w Ekwadorze wystąpił w pięciu meczach z Boliwią, Kolumbią, Brazylią, ponownie z Kolumbią oraz finale z Meksykiem. W 1995 roku po raz trzeci uczestniczył w turnieju Copa América, na którym Argentyna odpadła w ćwierćfinale. Na tym turnieju Altamirano wystąpił w dwóch meczach z Chile i USA. Ogółem w latach 1991-1995 wystąpił w barwach albicelestes w 27 meczach, w których strzelił 1 bramkę.